# Club Penguin: Elite Penguin Force
Club Penguin: Elite Penguin Force es un juego creado por 1st Playable Productions para la Plataforma Nintendo DS.
Fue estrenado el 25 de noviembre de 2008

## Historia
El lunes, 14 de julio de 2008 la web oficial de Club Penguin anunció oficialmente  el proyecto en el que planteaban lanzar  una edición especial de Club Penguin para el Nintendo DS. El 25 de noviembre de 2008 fue puesto a la venta en Norteamérica y posteriormente en Europa el 13 de marzo de 2009.
Casi un año después de la publicación original, se puso a la venta una edición especial que contenía una tarjeta con 2500 de monedas para gastar en el juego, un "EPF" Logotipo de la aguja, y una carcasa de Nintendo DS.

## Jugabilidad
Club Penguin: Elite Penguin Force es un juego de apuntar y hacer clic. Los jugadores pueden ganar monedas mientras juegan y pueden embarcarse en misiones utilizando diversos artilugios, accesorios y habilidades para investigar misteriosos eventos en el Club Penguin. Los jugadores abordan nuevos minijuegos, similares a los que se encuentran disponibles en el sitio web original de Club Penguin, como Cart Surfer, Jet Pack Adventure y Ice Fishing. Para completar el juego, el jugador debe convertirse en el miembro mejor clasificado de la Fuerza Elite Penguin completando trece misiones de historia diferentes. Las misiones secundarias también estarán disponibles después de que el jugador complete la primera misión, y se desbloquearán más después de que el jugador obtenga las habilidades y técnicas necesarias para vencerlas.